# Два минута мржње
У дистопијском роману Хиљаду деветсто осамдесет четврта из 1949. године, Два минута мржње је дневни, јавни период током којег чланови Спољне партије Океаније морају да гледају филм који приказује непријатеље државе, посебно Емануела Голдштајна и његове следбенике, отворено и гласно да изражавају мржњу према њима. Политичка сврха двоминутне мржње је да омогући грађанима Океаније да испоље свој егзистенцијални бол и личну мржњу према политички сврсисходним непријатељима: Голдштајну и непријатељској супердржави у овом тренутку. Преусмеравајући подсвесна осећања чланова даље од партијске владе Океаније, ка непостојећим спољним непријатељима, Партија минимизира мисаони злочин и последична, субверзивна понашања мисаоних криминалаца.

## Сврха
У роману 1984, прва сесија Два минута мржње показује увод О’Брајена, члана Унутрашње партије, у причу о Винстону Смиту, протагонисти чија осећања саопштавају ефикасност партијске психолошке манипулације и контрола океанског друштва:
| „ | Ужасна ствар у вези са Дваминутном мржњом није била то што је неко био обавезан да игра улогу, већ, напротив, то што је било немогуће избећи да се придружи. У року од тридесет секунди свако претварање је увек било непотребно. Ужасна екстаза страха и осветољубивости, жеља за убијањем, мучењем, разбијањем лица маљем, као да је као струја струјала кроз читаву групу људи, претварајући једног чак и против своје воље у гримасу, урлајући лудак. Па ипак, бес који је неко осећао био је апстрактна, неусмерена емоција која се могла пребацивати са једног предмета на други као пламен дуваљке. | ” |

Испирање мозга учесника у Два минута мржње укључује слушне и визуелне знакове, као што је „одвратан, брусиви говор, као неке монструозне машине која ради без уља“ који је експлодирао са телекрана, који је имао за циљ да психолошки узбуди гомилу у емоционална помама мржње, страха и гнушања према Емануелу Голдштајну, и према тренутном непријатељу Океаније, било Истазији или Евроазији. Сесија мржње укључује учеснике који бацају ствари на екран на којем се приказује филм, као и лик Џулије. Током филма Два минута мржње, филмска слика Голдштајна се метаморфозира у лице блејаће овце, док непријатељски војници напредују ка гледаоцима филма, пре него што један непријатељски војник јуриша на гледаоце, док пуца из аутомата; лице тог војника тада постаје лице Великог брата. На крају двоминутне сесије мржње, чланови Партије ритуално скандирају „В-Б...В-Б...В-Б...В-Б”. Да би одржала екстремне емоције изазване на сесијама мржње у два минута, Партија је створила Недељу мржње, једнонедељни фестивал мржње.

## Примери и паралеле
Напади државних руских телевизијских канала као што су Русија-1 и РТ на либералну опозицију окарактерисани су као да подсећају на „два минута мржње“. Руска телевизија приказивала је украјинске трупе као чудовишта током рата у Донбасу. Један од најозлоглашенијих примера био је лажни извештај из 2014. године на Првом каналу Русија да су украјински војници разапели трогодишње дете. Насупрот томе, друштвена мрежа Фејсбук која дозвољава говор мржње, па чак и позиве на насиље против руских војника током инвазије њихове владе на Украјину, окарактерисана је као подсећање на „два минута мржње“.
Америчка пропаганда Комитета за јавно информисање током Првог светског рата такође је упоређена са пропагандом у програму „два минута мржње“.